# Biblioteca Ambrosiana

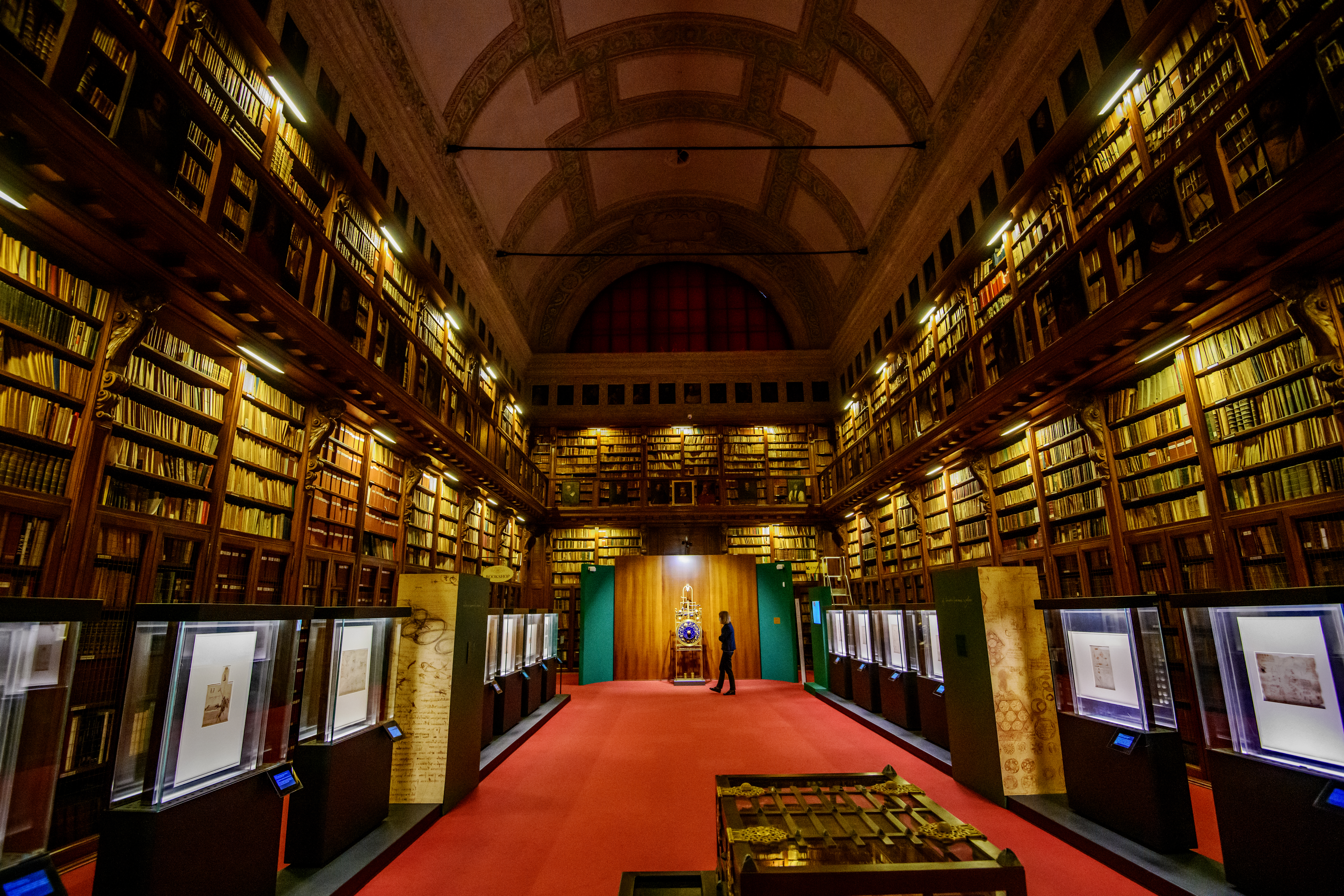
Innenansicht der Biblioteca Ambrosiana

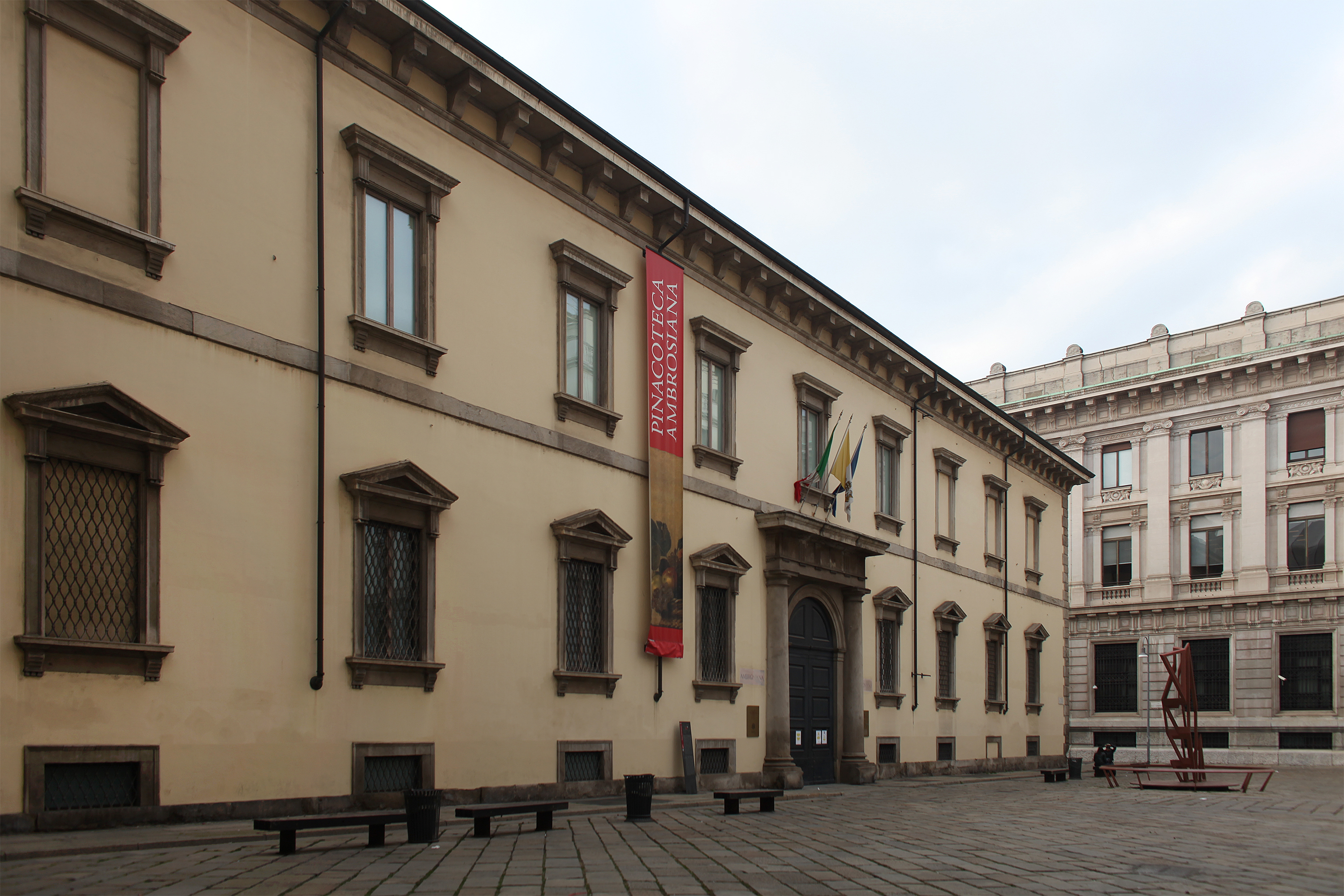
Palazzo dell'Ambrosiana

Die Biblioteca Ambrosiana ist eine berühmte Mailänder Bibliothek. Benannt wurde die Bibliothek nach dem Kirchenvater Ambrosius von Mailand. Die Bibliothek ist eine der bedeutendsten in Europa für mittelalterliche Schriften und Dokumente wie Zeichnungen, Graphiken und Urkunden.

## Geschichte
Der Erzbischof von Mailand Kardinal Federico Borromeo ließ seit 1602 die neue Bibliothek in Mailand einrichten. Am 8. Dezember 1609 wurde die Biblioteca Ambrosiana für das Publikum geöffnet. Der Kardinal verband damit ein Kollegium von 16 Gelehrten, die für ihre jeweiligen Fächer die einschlägigen Werke bekanntmachen und die Besucher beraten sollten. Geldmangel beschränkte das Kollegium der Doctores bibliothecae Ambrosianae auf wenige Mitglieder.
Im Laufe des nächsten Jahrzehnts wurde die Bibliothek gemeinsam mit der 1618 eröffneten Kunstgalerie Pinacoteca Ambrosiana und der 1621 eröffneten Kunstakademie zu einem wissenschaftlichen und kulturellen Zentrum Italiens. Bald nach Gründung der Bibliothek wurden verschiedene Privatsammlungen, darunter die von Gian Vincenzo Pinelli, Francesco Ciceri (1521–1596) und Cesare Rovida aufgenommen.
Die Gründung einer Bibliothek war ein ungewöhnlicher Schritt für einen Kardinal und erregte Aufsehen. Solche Gründungen standen nach dem Verständnis der damaligen Zeit eher einem reichen weltlichen Fürsten zu als einem Erzbischof. Federico Borromeo musste bei der Durchsetzung dieses Projekts über Jahrzehnte mit Schwierigkeiten kämpfen. Weder in Rom noch in Mailand wurde er bei der finanziellen Absicherung seines Projektes bedingungslos unterstützt.
Bei der Bombardierung Mailands durch US-amerikanische Truppen im Jahr 1943 wurde die Bibliothek schwer beschädigt. Die Buntglasfenster vom Maler Carlo Bazzi konnten teilweise gerettet werden. Der Wiederaufbau fand unter der Leitung von Luigi Caccia Dominioni statt.

## Bestand

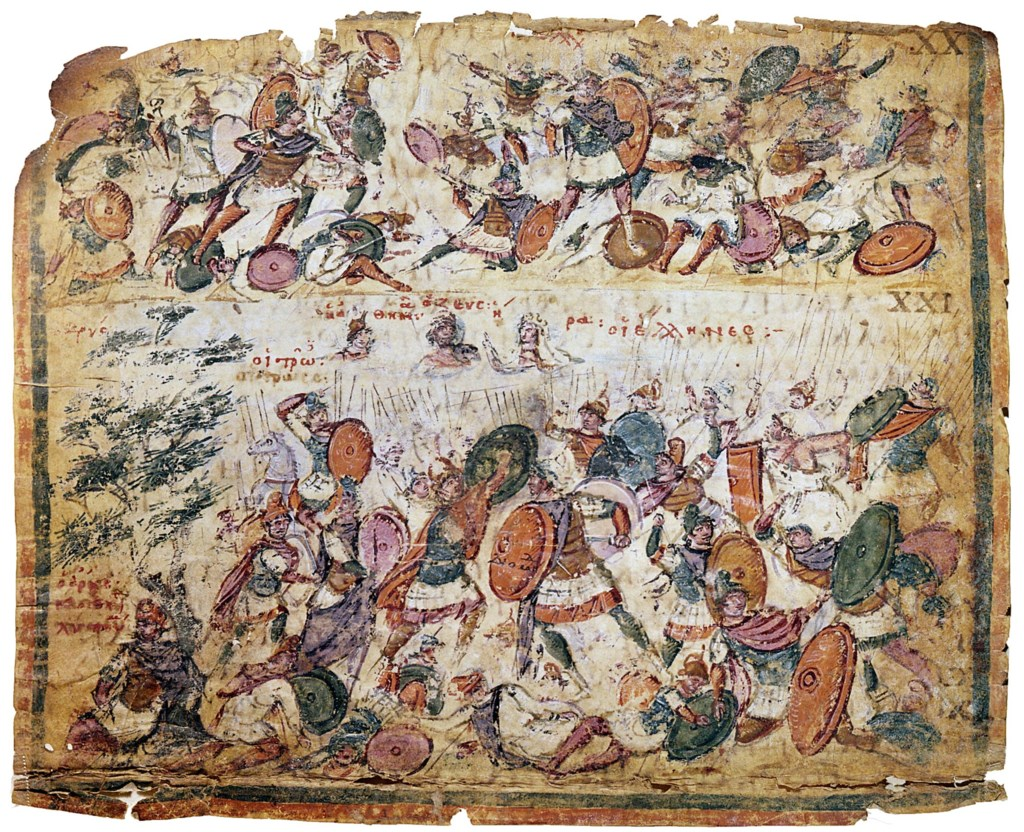
Schlachtszene aus der Ilias Ambrosiana, 5. Jahrhundert

Schon Borromeo legte eine umfangreiche Sammlung von Codices an, darunter auch griechische und orientalische Handschriften, zu deren Erwerb er Aufkäufer nach Griechenland und in den Orient sandte.
Zu Ende des 19. Jahrhunderts zählte die Bibliothek bereits etwa 160.000 Druckwerke und 8.000 Handschriften.
Der gegenwärtige Bestand der Bibliothek umfasst über 850.000 Drucke, 35.000 Manuskripte und über 2.100 Inkunabeln, 10.000 Zeichnungen, 30.000 Stiche, außerdem eine Münzsammlung und eine archäologische Sammlung.
Zu den wichtigsten Stücken der Sammlung gehören:
- 51 Fragmente mit 58 Miniaturen der Ilias Ambrosiana aus dem 5. Jahrhundert
- 1119 Blätter des Codex Atlanticus von der Hand Leonardo da Vincis, eine Schenkung des Galeazzo Arconati aus dem Jahr 1637
- ein Manuskript der Schrift De divina proportione des Mathematikers Luca Pacioli mit Zeichnungen von Leonardo da Vinci
- Das Kitab al-Hayawan (Book of Animals) von al-Dschāhiz[3]
- Autographen  von Ariost, Boccaccio, Galileo Galilei, Alessandro Manzoni, Giuseppe Parini, Petrarca, Alessandro Manzoni und dem Mailänder Dichter und Sozialkritiker Carlo Porta.

## Bibliothekare
Im Laufe ihrer Geschichte hatte die Bibliothek eine Reihe bedeutender Gelehrter als Bibliotheksleiter. Zu ihnen zählen:
- der Historiker Giuseppe Ripamonti (1573–1643), dessen genaue Beschreibung der Pest im Mailand des 16. Jahrhunderts Quelle für Alessandro Manzonis Roman I promessi sposi war;
- der Historiker Ludovico Antonio Muratori, der als Vater der italienischen Geschichtsschreibung gilt;
- Kardinal Angelo Mai, der 1819 einen umfangreichen, bis dahin ungekannten Text aus Ciceros De re publica als Palimpsest in der Bibliothek des Vatikans wiederentdeckte und herausgab;
- Achille Ratti, der spätere Papst Pius XI.;
- der Bibelwissenschaftler und Hebraist Gianfranco Ravasi, derzeit Präsident der Päpstlichen Kommissionen für die sakrale Archäologie und für die Kulturgüter der Kirche.

Seit 2012 ist Federico Gallo Leiter der Bibliothek.